# Aphis healyi
Aphis healyi är en insektsart. Aphis healyi ingår i släktet Aphis och familjen långrörsbladlöss. Inga underarter finns listade i Catalogue of Life.